# A5 (Kazakistan)
La Strada nazionale A5 è una strada del Kazakistan.
L'autostrada A5 è stata costruita per garantire una maggiore accessibilità e un miglioramento della connettività tra le diverse regioni del Kazakistan.

## Storia
La strada, ai tempi dell'URSS, era denominata A352. Fino al 2011, con la riforma del sistema stradale kazako, si chiamava A352.
La strada ha subito diversi interventi di ammodernamento e miglioramento nel corso degli anni, compreso l'aggiunta di nuovi tratti di strada e la sostituzione dei ponti esistenti, di epoca sovietica.

## Percorso
La strada inizia ad Aqsaj, defluendo dalla A6. La A5 conduce a nord-est attraverso la steppa kazaka fino alla città di Şonjy. Usciti dal centro abitato, ci si dirige verso est all'incrocio con la ex-sovietica strada regionale R352, che serve da collegamento con la A2. La strada conduce a Kolzhat, da lì conduce al confine con la Cina. La continuazione sul lato cinese è denominata S313 e continua a Ili. 